# Канадский доллар
Кана́дский до́ллар (фр. dollar canadien; англ. Canadian dollar, код ISO 4217 — CAD, сокращенное обозначение — $ или C$) — денежная единица Канады. Введена в 1858 году. Один канадский доллар состоит из 100 центов. В 2007 году канадский доллар занимал 7-е место среди мировых валют, наиболее активно торгуемых на валютном рынке. Значительное влияние на колебания курса канадского доллара оказывают экономика США и доллар США, в меньшей степени японская иена, китайский юань, евро.

## История

### Испанские доллары
Первой валютой, использовавшейся на территории Канады, были так называемые испанские доллары — реалы, выпускавшиеся для испанских колоний.

### Золотые доллары
В 1841 году британская провинция Канада ввела в обращение собственный доллар, по стоимости равный золотому доллару США и состоящий из пяти шиллингов.
Официально канадский доллар заменил канадский фунт в 1858 году. До этого в Канаде, в связи с нехваткой собственных наличных средств, использовалась довольно сложная система котировки, а в обиходе находились британские, американские и мексиканские монеты, а также выпущенные канадскими банками бумажные боны и медные токены.

### Франкоязычная Канада
В разговорной речи франкоканадцев (и особенно квебекцев) канадский доллар наиболее часто называется «пьяс» (фр. piasse), а центы (стандарт. фр. un cent) называются «су» (фр. sou). Это дань традиционным названиям валют в колониях Франции (см. Новая Франция).

## Банкноты

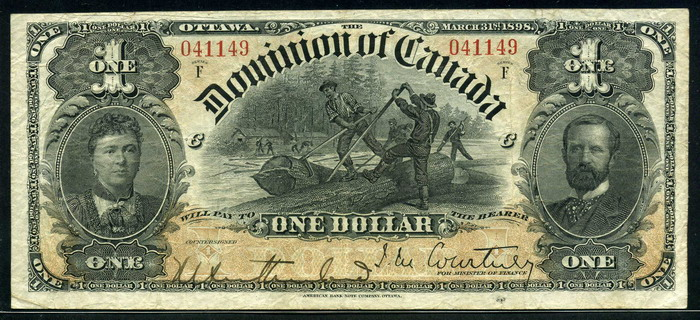
Один доллар Доминиона Канада 1898 года

Банкноты канадского доллара, на которых изображены (сверху вниз) Уилфрид Лорье, Джон А. Макдональд, Елизавета II, Уильям Лайон Макензи Кинг и Роберт Борден

Первые бумажные деньги Канады, номинированные в долларах (тогда ещё американских, так как Канада официально не имела своей валюты), были британские армейские банкноты, выпущенные между 1813 и 1815 годами. Банкноты, номинированные в канадских долларах, были позже эмитированы дипломированными банками, начиная с 1830-х гг., некоторыми колониальными управлениями (в первую очередь Провинцией Канада в 1866 году), и позже конфедерацией Канада, начиная с 1870 года. Некоторые муниципалитеты также выпустили свои банкноты.
В 1935 году был основан Банк Канады. Он взял на себя федеральный выпуск канадских денег и начал эмиссию банкнот достоинством в 1, 2, 5, 10, 20, 25, 50, 100, 500 и 1000 долларов. В 1944 году уставным банкам было запрещено выдавать свои собственные деньги. Право эмиссии осталось только за Royal Bank of Canada и Банком Монреаля.
После 1935 года произошли значительные изменения в дизайне банкнот. Также в 1937, 1954, 1970, 1986 годах были введены новые серии бумажных денег.
Начиная с 2011 года Банк Канады начал выпускать в обращение полимерные банкноты: 15 ноября 2011 года — 100 долларов, 26 марта 2012 года — 50 долларов, 7 ноября 2012 года — 20 долларов. До конца 2013 года будут выпущены полимерные банкноты номиналом 10 и 5 долларов.
В настоящее время все банкноты Канады печатаются Canadian Bank Note Company and BA International Inc в соответствии с контрактом с Банком Канады.
Все банкноты Банка Канады, выпущенные с 1935 года, являются законным платёжным средством, однако банкноты некоторых номиналов практически не используются в обращении. Так, банкноты в 1 и 2 доллара не выпускаются с 1989 и 1996 года соответственно и заменены в обращении монетами. 25 и 500 долларов не выпускаются с 1935 года, 1000 долларов — с 2000 года.
После публикации бюджета на 2018 год стало известно о намерении Банка Канады изъять из обращения банкноты в 1000 долларов, а также уже фактически не используемые банкноты в 1, 2, 25 и 500 долларов. Срок изъятия этих банкнот ещё не объявлен, но предполагается, что он будет достаточно длительным.

## Монеты
Традиционно для монет использовались следующие металлы:
- 1 цент (с 2013 года не выпускаются, но формально остаются законным платёжным средством) — медь, латунь, плакированная медью сталь
- 5 центов — никель, никелированная сталь
- 10 центов — серебро, никелированная сталь
- 25 центов — серебро (по 1968), никель (1968—1999), никелированная сталь (с 1999)
- 50 центов — серебро (по 1968), никель, никелированная сталь (с 1999). Фактически монета номиналом 50 центов не является ходовой и раскупается коллекционерами
- 1 доллар — серебро (1935—1967), никель (1968—1986), плакированный латунью никель (1987—2011), плакированная латунью сталь (с 2012).
- 2 доллара — биметалл: алюминиево-бронзовый сплав в никелевом кольце (с 1996 года).

## Режим валютного курса

Канадский доллар Георга V. 1935, серебро. Дизайн «лодочник» (voyageur) на реверсе (автор Э. Хан) использовался в 1935—1986 гг.

Канадский доллар в силу географической близости и значительной зависимости Канады от импорта в США, находится под сильным влиянием экономики США, а в последнее время экономики стран АТЭС. Циклические колебания курса канадского доллара характеризовали и характеризуют канадскую экономику на протяжении всего XX — начала XXI веков. Так, до 1976 года канадский доллар был несколько дороже американского, а затем слабел вплоть до 2003 года, когда наметился его рост. Дешёвый канадский доллар был рычагом конкурентоспособности канадских товаров (особенно сырья) на рынке США. Постепенно, с развитием негативных тенденций в экономике США, началось постепенное обесценивание доллара в 2005—2007 годах. В сентябре 2007 канадский доллар сравнялся с американским, что, однако, сильно ударило по канадским потребителям и экспортёрам. В ноябре 2010 канадский доллар также достиг паритета с долларом США после чего канадский доллар снова начал слабеть.
В настоящее время в Канаде используется режим свободно плавающего валютного курса. Критерием эффективности курсовой политики (курсовой якорь) выступают показатели инфляции.